# Musée de la vallée d'Aure
Le musée de la vallée d’Aure est un écomusée ethnographique situé à Ancizan (Hautes-Pyrénées), dans la Vallée d'Aure. Son objet est de présenter les témoignages de la vie rurale et de l’artisanat au cours des siècles passés.

## Collections
Le musée présente un parcours thématique et scénographique, en 16 scènes où figurent les objets de la vie quotidienne, les outils selon les métiers, le costume, les objets liés aux festivités et à la musique, etc. La visite est sonorisée et revêt de nombreux aspects pédagogiques. Il offre en outre une salle d’expositions thématiques et une boutique.
Le musée de la vallée d’Aure jouxte le musée de la Cidrerie d’Ancizan.

## Historique
Le musée de la vallée d’Aure a été organisé avec le concours de Frantz-Emmanuel Petiteau, qui en a assuré la direction pendant les premières années de son existence (1999-2004). Il est en relation étroite avec le Musée des croyances et de la religiosité populaires des Pyrénées centrales situé à Abizanda, en Sobrarbe, sur le versant Sud des Pyrénées, et avec le CEDAS, organisme chargé de promouvoir la culture commune des vallées pyrénéennes du Sobrarbe, d’Aure et du Louron.